# The Woman (film 2011)
The Woman è un film del 2011 diretto da Lucky McKee, sequel di Offspring e ispirato all'omonimo romanzo di Jack Ketchum.

## Trama
Chris Cleek, un avvocato di successo, durante una battuta di caccia recupera una donna selvaggia e dal comportamento bestiale, ultima sopravvissuta di una tribù di cannibali di cui si raccontava nel precedente film della serie Offspring. L'uomo porta a casa la donna e la incatena nel tentativo di civilizzarla, nonostante le proteste della moglie Belle e della figlia maggiore Peggy. La figlia più piccola di Chris invece tenta invano di fare amicizia con la donna. I tentativi di civilizzazione di Chris tuttavia si esauriscono in una escalation di efferatezze e stupri.
Anche Brian, figlio di Chris, tortura e molesta la donna, ma viene interrotto da Peggy che avvisa i propri genitori di quanto accaduto. Chris minimizza l'accaduto, tuttavia Belle, stufa del disumano progetto e delle continue vessazioni, decide di ribellarsi al marito e lasciarlo, ma finisce per essere picchiata e tramortita. In quel momento in casa arriva Ms. Raton, la giovane insegnante di Peggy, preoccupata per la ragazza. Ms. Raton rende partecipe il sig. Cleek dei suoi sospetti riguardo alla possibilità che Peggy sia incinta, ma questo scatena l'ira dell'uomo che, con la complicità di Brian, trascina l'insegnante all'interno di una stalla, dove viene sbranata da Socket, figlia "segreta" di Chris e Belle, nata senza occhi e cresciuta come fosse un animale.
In preda al panico, Peggy libera la donna dalla prigionia, che come prima cosa attacca Belle, appena rinvenuta, sbranandole il viso e uccidendola. Poi uccide Brian, smembrando di netto il suo corpo in due, ed infine uccide Chris strappandogli il cuore e mangiandoselo. Mentre Peggy tenta di fuggire con la sorella minore, la donna familiarizza con Socket e ne diventa la padrona, per poi interrompere la fuga delle due ragazzine. Tuttavia, anziché assalirle, la donna offre il proprio dito sporco di sangue alla sorella più piccola, che lo lecca, e poi a Peggy, che invece rifiuta, nonostante l'insistenza della donna. La donna, Socket e la ragazzina si allontanano dalla casa, apparentemente nella forma di una nuova famiglia. Peggy inizialmente le guarda andare via, per poi seguirle negli ultimi istanti del film.

## Riconoscimenti
- 2011 - Chlotrudis Awards - Miglior sceneggiatura non originale
  - Festival Européen du Film Fantastique de Strasbourg[1]
  - Miglior film internazionale
  - Premio del pubblico al miglior film internazionale
- 2011 - Lund Fantastic Film Festival
  - International Award [2]
- 2011 - Rotten Tomatoes
  - Quinto miglior film horror dell'anno[3]